# Записи из мртвог дома
Записи из мртвог дома (рус. Записки из Мёртвого дома) је  роман Фјодора Достојевског, објављен 1862. године у часопису „Време“, који приказује живот робијаша у Сибиру. 

## Основа
Књига је збирка слабо повезаних чињеница и догађаја везаних за живот у сибирском затвору, више организованих око „теме“ него као непрекидна прича. Сам Достојевски је провео четири године у једном од тих сибирских затвора, након што је осуђен за своје учешће у Кружоку Петрашевског. То искуство му је омогућило да веома аутентично опише услове затворског живота као и карактере затвореника.

## Радња
У овом роману он прати живот Александра Петровича, чије је записе фиктивни аутор приповести нашао после његове смрти. Достојевски је у овом делу опширно описао живот сибирских затвореника, као и утицај цркве и аристократије.
Тематска организација форме дела није строга, и на неке теме се писац враћа више пута, да их опише из различите перспективе. Најчешће теме су телесна казна, бег из затвора, слобода и друге. Јединствени угао гледања из угла заточеника стварност необичава принципом капи на стаклу кроз које се гледа - Записи су прилика да се пажња читалаца усмери ка странама људске личности које до тог момента нису биле доминантне - како у посматрању, тако и у књижевности. 
Поступак писања се разликује од уобичајеног дијалошког разлагања стварности који примењује Достојевски (Бахтин, Проблеми поетике Достојевског). и доминатна постаје предметна реч хроничара, не вишесмислена реч људске емоције, на којој се укрштају различити планови стварности. Сама трагика догађаја је довољна. Хроничар Записа из Мртвог дома настоји да пише објективним стилом, и једине речи које се у његово приповедање уплићу јесу вапај за слободом и животом.